# Il prezzo dell'arte
Il prezzo dell'arte (Les Traducteurs) è un thriller francese del 2019 diretto da Régis Roinsard.
Il film è stato ispirato dall'operazione di traduzione contemporanea di Inferno di Dan Brown, realizzata nel 2013 per "garantire la pubblicazione simultanea del romanzo in tutto il mondo" ed evitare la perdita del controllo del manoscritto. I traduttori erano stati divisi in due gruppi e avevano lavorato rispettivamente da Milano e Londra.

## Trama
Dedalus è una trilogia best-seller il cui ultimo libro, molto atteso, è pronto per esser pubblicato contemporaneamente in tutto il mondo. Per farlo, il severo editore francese Éric Angstrom assume nove traduttori di varia nazionalità, quattro donne e cinque uomini, a condizioni molto particolari: tradurre in assoluta segretezza, e con rigide procedure, il testo nelle nove lingue dei Paesi dove il misterioso autore Oscar Brach è più venduto, rinchiusi in un lussuoso bunker ricavato sotto un maniero fuori Parigi. Di età e ambienti diversi, dovranno quindi vivere e lavorare due mesi in gruppo, controllati a vista da guardie del corpo armate, rinunciando a ogni contatto con il mondo esterno, dal telefono a internet ai rapporti familiari.
Ma dopo tre settimane di clausura, le prime pagine del romanzo appaiono inspiegabilmente in Rete e, mentre si scatena la caccia al responsabile, l'anonimo hacker chiede ad Angstrom un riscatto di 80 milioni di euro per non pubblicare il resto del romanzo. L'editore, furioso e violento, non vuole pagare ma smascherare il colpevole prima dell'ultimatum, perché la divulgazione del libro gli provocherebbe un danno economico enorme.
I sospetti cadono sul giovane e stravagante traduttore britannico, che viene arrestato a Londra. Ma la sua "confessione" non sarà quella attesa da Angstrom...